# Лідер опозиції Австралії
Лідер опозиції в Австралії (англ. Leader of the opposition), є фігурою в австралійській політичній системі, членом австралійського парламенту в Палаті представників. Цю позицію здебільшого обіймає лідер партії, яка має більшість місць у парламенті з числа партій, що не входять до уряду. Під час засідань парламенту лідер опозиції займає місце ліворуч від столу, розташованого у центрі зали, попереду усієї опозиційної частини парламенту, безпосередньо навпроти Прем'єр-міністра Австралії. Лідер опозиції обирається опозиційною партією на підставі її статуту і правил. Нового лідера опозиції може бути обрано у випадку, якщо його попередник помирає, подає у відставку або у випадку зміни правління в партії.
Австралійська Співдружність являє собою конституційну монархію з парламентською системою, яку створено за Вестмінстерським зразком. Відповідно до цієї традиції Лідер опозиції формально розуміється як лідер опозиції, лояльної до Його Величності. Це є важливим елементом Вестмінстерської системи: опозиція направляє свою критику  на Уряд, чим намагається перемогти і змістити чинний Уряд. Водночас опозиція за будь-яких обставин залишається відданою Короні і являє собою «тіньовий уряд», готовий у будь-який момент замістити чинний кабінет.
Лідером опозиції є Пітер Даттон, обраний лідером Ліберальної партії 30 травня 2022 року, після того як Скотт Моррісон подав у відставку з цієї посади в зв'язку з поразкою на виборах. Ліберальна партія перебуває в опозиції з моменту своєї поразки на виборах 2022 року, коли Лейбористська партія одержала перемогу. У дійсний момент в австралійській парламентській історії нараховується 34 лідери опозиції, з яких 18 у той чи інший час також обіймали посаду Прем'єр-міністра.